# Purwakarta (onderdistrict)
Purwakarta is een onderdistrict (kecamatan) van de stadsgemeente Cilegon in de provincie Banten, Indonesië.

## Verdere onderverdeling
Het onderdistrict Purwakarta is verdeeld in 6 kelurahan weergegeven met hun populaties bij de volkstelling van 2010:
- Kebondalem 12.509
- Kotabumi 10.743
- Pabean 3.294
- Purwakarta 4.966
- Ramanuju 2.902
- Tegal Bunder 4.065